# Grand Prix Kanady 2000
Grand Prix Kanady  XXXVIII Grand Prix Air Canada
- 18. červen 2000
- Okruh Circuit Gilles Villeneuve
- 69 kol x 4,421 km = 305,049 km
- 654. Grand Prix
- 40. vítězství Michaela Schumachera
- 130. vítězství pro Ferrari

## Výsledky
| Pozice | Jezdec                | Vůz             | Čas         |
| ------ | --------------------- | --------------- | ----------- |
| 1      | Michael Schumacher    | Ferrari F1-2000 | 1:41'12.313 |
| 2      | Rubens Barrichello    | Ferrari F1-2000 | á 0:00:174  |
| 3      | Giancarlo Fisichella  | Benetton B200   | á 0:15:365  |
| 4      | Mika Häkkinen         | McLaren MP4/15  | á 0:18:561  |
| 5      | Jos Verstappen        | Arrows A21      | á 0:52:208  |
| 6      | Jarno Trulli          | Jordan EJ10     | á 1:01:687  |
| 7      | David Coulthard       | McLaren MP4/15  | á 1:02:216  |
| 8      | Ricardo Zonta         | BAR 002         | á 1:10:455  |
| 9      | Alexander Wurz        | Benetton B200   | á 1:19:899  |
| 10     | Pedro Diniz           | Sauber C19      | á 1:54:544  |
| 11     | Jenson Button         | Williams FW22   | á 1 kolo    |
| 12     | Gaston Mazzacane      | Minardi M02     | á 1 kolo    |
| 13     | Eddie Irvine          | Jaguar R1       | á 3 kola    |
| 14     | Ralf Schumacher       | Williams FW22   | á 5 kol     |
| 15     | Jacques Villeneuve    | BAR 002         | á 5 kol     |
| 16     | Marc Gené             | Minardi M02     | á 5 kol     |
| Kolo   | Odstoupili            | -               | -           |
| 48     | Pedro de la Rosa      | Arrows A21      | Kolize      |
| 42     | Mika Salo             | Sauber C19      | Elektrika   |
| 38     | Jean Alesi            | Prost AP03      | Elektrika   |
| 34     | Nick Heidfeld         | Prost AP03      | Motor       |
| 32     | Heinz-Harald Frentzen | Jordan EJ10     | Brzdy       |
| 14     | Johnny Herbert        | Jaguar R1       | Převodovka  |

### Nejrychlejší kolo
- Mika HAKKINEN McLaren Mercedes 1'19,049 - 201.338 km/h

### Vedení v závodě
- 1-34 kolo Michael Schumacher
- 35-42 kolo Rubens Barrichello
- 43-69 kolo Michael Schumacher

### Postavení na startu
- červeně -
- zeleně – Startoval z posledního místa pro nepovolené esence

| 1. řada  | 1                     | 2                    |
|          | Michael Schumacher    | David Coulthard      |
|          | Ferrari               | McLaren              |
|          | 1'18,439              | 1'18,537             |
| 2. řada  | 3                     | 4                    |
|          | Rubens Barrichello    | Mika Hakkinen        |
|          | Ferrari               | McLaren              |
|          | 1'18.801              | 1'18.985             |
| 3. řada  | 5                     | 6                    |
|          | Heinz-Harald Frentzen | Jacques Villeneuve   |
|          | Jordan                | BAR                  |
|          | 1'19.483              | 1'19.544             |
| 4. řada  | 7                     | 8                    |
|          | Jarno Trulli          | Ricardo Zonta        |
|          | Jordan                | BAR                  |
|          | 1'19.581              | 1'19.742             |
| 5. řada  | 9                     | 10                   |
|          | Pedro de la Rosa      | Giancarlo Fisichella |
|          | Arrows                | Benetton             |
|          | 1'19.912              | 1'19.932             |
| 6. řada  | 11                    | 12                   |
|          | Johnny Herbert        | Ralf Schumacher      |
|          | Jaguar                | Williams             |
|          | 1'19.954              | 1'20.073             |
| 7. řada  | 13                    | 14                   |
|          | Jos Verstappen        | Alexander Wurz       |
|          | Arrows                | Benetton             |
|          | 1'20.107              | 1'20.113             |
| 8. řada  | 15                    | 16                   |
|          | Mika Salo             | Eddie Irvine         |
|          | Sauber                | Jaguar               |
|          | 1'20.445              | 1'20.500             |
| 9. řada  | 17                    | 18                   |
|          | Jan Alesi             | Jenson Button        |
|          | Prost                 | Williams             |
|          | 1'20.512              | 1'20.534             |
| 10. řada | 19                    | 20                   |
|          | Pedro Diniz           | Marc Gené            |
|          | Sauber                | Minardi              |
|          | 1'20.692              | 1'21.058             |
| 11. řada | 21                    | 22                   |
|          | Nick Heidfeld         | Gaston Mazzacane     |
|          | Prost                 | Minardi              |
|          | 1'21.680              | 1'22.091             |
| -------- | --------------------- | -------------------- |

- 107% : 1'23,950

### Zajímavosti
- 250 GP pro motor Mercedes
- 500 GP pro McLaren.
- 46 double pro Ferrari
- První Pole positions proměněné ve vítězství od Grand Prix Maďarska 1999

| Pole position      | Vítězství          | Nej. kolo      |
| Německo            | Německo            | Finsko         |
| Michael Schumacher | Michael Schumacher | Mika Häkkinen  |
| Ferrari F1-2000    | Ferrari F1-2000    | McLaren MP4/15 |
| 1'18.439           | 1:41'12.313        | 1'19.049       |
| 202.904 km/h       | 180.850 km/h       | 201.338 km/h   |
| ------------------ | ------------------ | -------------- |

### Stav MS
- Zelená - vzestup
- Červená - pokles

| *  | Jezdec                | Body |
| -- | --------------------- | ---- |
| 1  | Michael Schumacher    | 56   |
| 2  | David Coulthard       | 34   |
| 3  | Mika Häkkinen         | 32   |
| 4  | Rubens Barrichello    | 28   |
| 5  | Giancarlo Fisichella  | 18   |
| 6  | Ralf Schumacher       | 12   |
| 7  | Jacques Villeneuve    | 5    |
| 8  | Heinz-Harald Frentzen | 5    |
| 9  | Jarno Trulli          | 5    |
| 10 | Jenson Button         | 3    |
| 11 | Eddie Irvine          | 3    |
| 12 | Mika Salo             | 3    |
| 13 | Jos Verstappen        | 2    |
| 14 | Ricardo Zonta         | 1    |
| 15 | Pedro de la Rosa      | 1    |

| * | Vůz      | Body |
| - | -------- | ---- |
| 1 | Ferrari  | 84   |
| 2 | McLaren  | 66   |
| 3 | Benetton | 18   |
| 4 | Williams | 15   |
| 5 | Jordan   | 10   |
| 6 | BAR      | 6    |
| 7 | Sauber   | 3    |
| 8 | Jaguar   | 3    |
| 8 | Arrows   | 3    |

| * | Jezdec         | Body |
| - | -------------- | ---- |
| 1 | Německo        | 73   |
| 2 | Velká Británie | 40   |
| 2 | Finsko         | 35   |
| 4 | Brazílie       | 28   |
| 4 | Itálie         | 23   |
| 6 | Kanada         | 5    |
| 7 | Nizozemsko     | 2    |
| 8 | Španělsko      | 1    |